# Club-K
Club-K là một hệ thống tên lửa hành trình đất đối đất hay đối tàu và ngược lại của Nga do hãng Kontsern Morinformsistema Agat phát triển đã được giới thiệu trong Triển lãm hàng hải quốc phòng năm 2011. Chúng được chứa trong các container theo tiêu chuẩn ISO có độ cơ động cũng như khả năng ngụy trang rất cao và có thể phóng từ bất kỳ đâu như trên xe chở container, tàu chở container và trên các tàu hỏa... vì thế chúng có thể được đặt ở bất cứ đâu mà không bị phát hiện cũng như không đòi hỏi phải có một vị trí phóng cố định nào, rất thuận lợi cho việc phòng thủ và tấn công bất ngờ.

## Tên lửa sử dụng
- 3M-54KE (3M-54TE) và 3M-54KE1 - tên lửa hành trình tấn công mục tiêu trên biển.
- 3M-14KE (3M-14TE) - tên lửa hành trình tấn công mục tiêu mặt đất.
- X-35UE - tên lửa hành trình tấn công tiêu trên biển.